# Robert Ford (poeta)
Robert Arthur Douglas Ford (ur. 8 stycznia 1915 w Ottawie, zm. 12 kwietnia 1998 w Vichy) – kanadyjski poeta, dyplomata i tłumacz.

## Życiorys
Uczęszczał na University of Western Ontario i Cornell University. Był ambasadorem swego kraju w Kolumbii (1957–59), Jugosławii (1959–61), Zjednoczonej Republice Arabskiej (1961–63) i ZSRR (1963–80).
W 1971 r. otrzymał Order Kanady.

## Twórczość
- Window on the North (1956)
- The Solitary City (1969)
- Needle in the Eye (1983)
- Doors, Words, and Silence (1985)
- Russian Poetry: A Personal Anthology (1984)
- Dostoevsky and Other Poems (1988)
- Our Man in Moscow (1989)